# Gée-Rivière
 Gée-Rivière  là một xã thuộc tỉnh Gers trong vùng Occitanie miền nam nước Pháp.